# Calceolaria uniflora
Espèce
Classification APG III (2009)
Calceolaria uniflora est une espèce de plantes à fleurs  de la famille des Scrophulariaceae, ou des Calceolariaceae selon la classification phylogénétique, et qui appartient aux calcéolaires, soit le genre Calceolaria. C'est une plante herbacée trouvée en Argentine et au Chili.

## Nomenclature
Elle est appelée Topa Topa ou Capachito en espagnol.

## Description

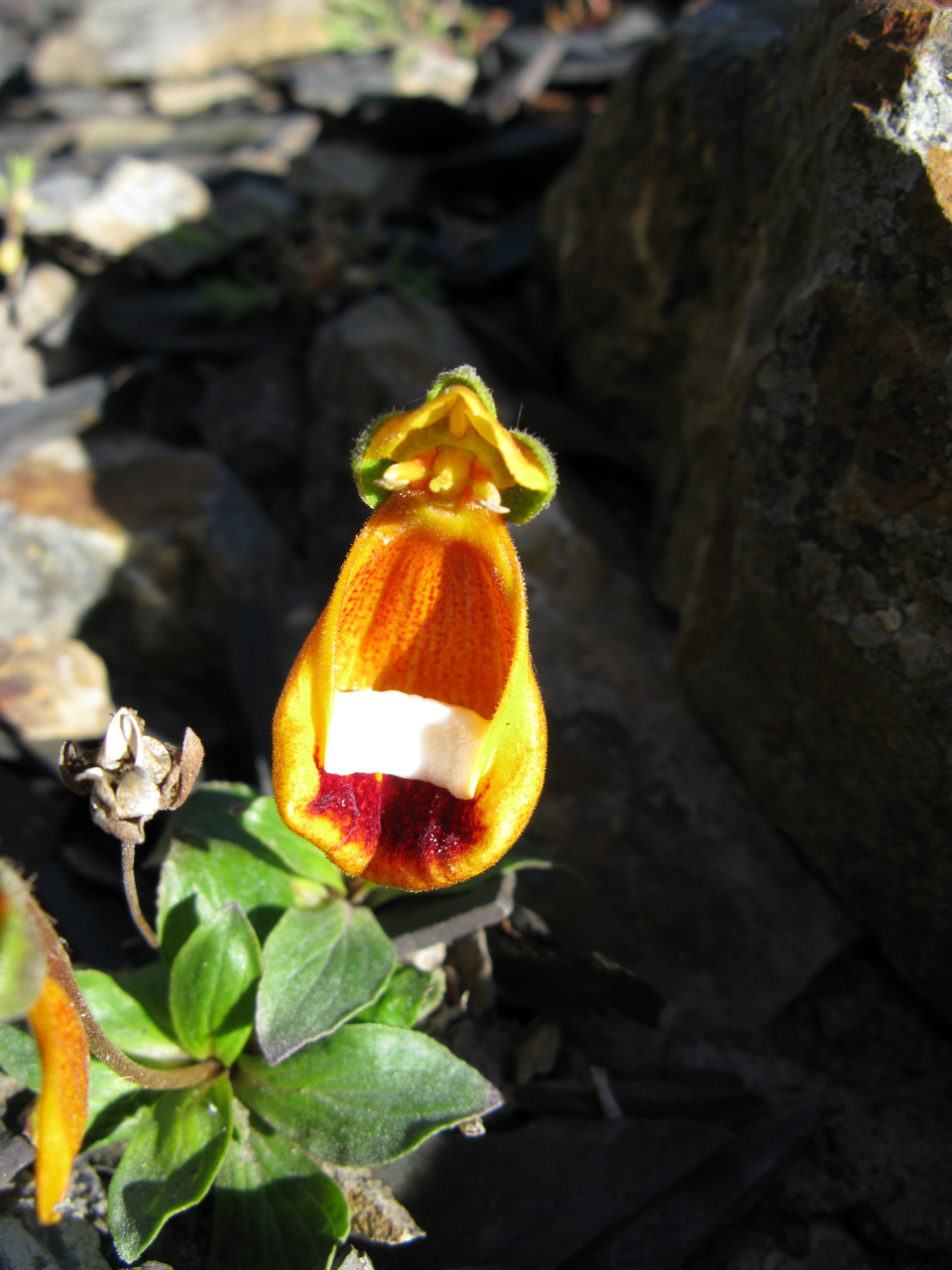
Calceolaria uniflora au Parc National Torres del Paine au Chili.

C'est une plante herbacée et pérenne de quelque 20 cm de haut. Les feuilles de 15 cm de longueur sont regroupées près du sol en rosette, nervurées et velues. Les fleurs, une et rarement deux par tige, sont de couleur jaune et orangée bien visibles et bien reconnaissables par leur forme en « bourse » ou de « sabot ». Le calice est composé de quatre sépales et la corolle présente deux lèvres, la lèvre supérieure étant plus petite que la lèvre inférieure. La caractéristique frappante de la fleur est le disque nectarifère de couleur blanche et de forme rectangulaire qui dégage un léger parfum. Celui-ci et les points rouges présents dans le « sabot » incitent les insectes, et quelquefois de petits oiseaux comme le colibri du Chili (Sephanoides sephanoides), à butiner le nectar. Les fruits sont des capsules de 1,5 cm de long de couleur châtain et un calice persistant. La floraison débute au printemps et la fructification durant l'été.

## Habitat
Elle vit dans les sous-bois, les clairières, les orées, jusqu'en zone montagneuse et exposée. Elle se trouve aussi dans la pampa.

## Distribution
Elle est observée dans toute la Patagonie et le long de la Cordillère des Andes et jusqu'en Terre de Feu dans sa partie centrale et très occasionnellement dans sa partie méridionale.

## Usage

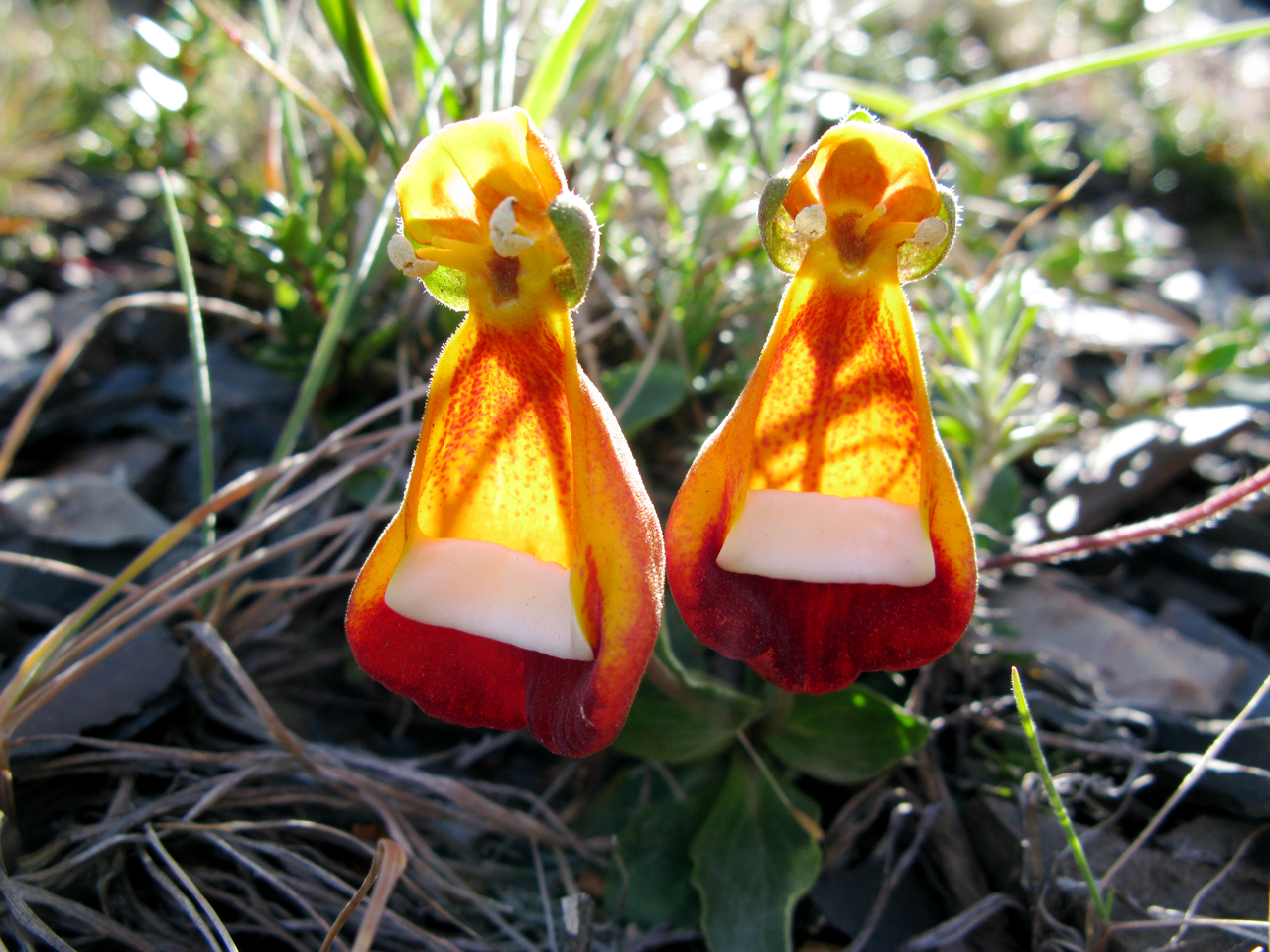
Calceolaria uniflora au Parc National Torres del Paine au Chili.

Pour son esthétique, cette plante est utilisée dans l'ornement des jardins.